# ألوان من قصص الأطفال في الأدب العالمي
ألوان من قصص الأطفال في الأدب العالمي، مجموعة قصصية صدرت في العام 2021 للمترجم السوري محمد نجدة شهيد، عن دار نشر هنداوي.

## ملخص الكتاب
يضمّ الكتاب بين دفتيه مجموعة من أشهر قصص الأطفال المأخوذة من الأدب العالمي؛ حيث يصحب الأطفال في رحلة ممتعة يطوفون فيها بين العديد من الدول والثقافات المختلفة، ليعرض أهم ما أنتجه أدباؤها وكتّابها من قصص وحكايات للأطفال، يقدم المؤلفون من خلالها خلاصة خبراتهم وعصارة حكمتهم. ومن بين أهم القصص الواردة في الكتاب: «بينوكيو»، و«بائعة الكبريت الصغيرة»، و«حورية البحر الصغيرة»، و«جولديلوكس والدببة الثلاثة»، وغيرها من القصص الشهيرة التي تناسب مختلف الأعمار ومستويات التعليم.

## محتوى الكتاب

### سر المسافر
تحكي هذه القصة عن أوجست وزوجته نينا اللذين يعيشان حزنًا عميقًا بسبب اختطاف ابنتهما الصغيرة على يد رجل شرير. على الرغم من الألم الذي يعتصر قلوبهما، يقرران تبني صبي يُدعى أورستو ليملأ حياتهما بالحب والفرح من جديد. لكن الحياة تُخفي العديد من الأسرار المظلمة، وأورستو يكتشف بمرور الوقت حقائق صادمة حول ماضي عائلته الحقيقية وصفقة مرعبة مع ساحر غامض.

### رجل الغابة والأمير
في زمن بعيد، عاش ملك عجوز في بلاد الصرب، وكان يهوى رحلات الصيد في الغابة. في إحدى هذه الرحلات، وبدلاً من أن يصطاد طريدة عادية، عثر على مخلوق غريب لا مثيل له. قرر الملك أن يأخذ هذا الكائن النادر إلى قلعته، حيث حبسه في زنزانة تقع تحت غرفة نوم أصغر أبنائه، محذرًا الجميع من محاولة إطلاق سراحه تحت عقوبة الموت. ومع ذلك، لم يستطع الأمير الشاب تجاهل أنين المخلوق وبكائه طوال الليل. دفعه إحساسه بالرحمة إلى تحدي أوامر والده، وفتح الزنزانة سرًا ليحرر الأسير.

### سيف مغروس في صخرة
في زمن بعيد، كان الملك آرثر يحكم بريطانيا بحكمة وعدل، مما جعل المملكة تنعم برخاء وسعادة لا مثيل لهما. ومع ولادة الأمير الجديد، تنبأ الساحر ميرلين بمستقبل مظلم يهدد البلاد، وطلب أخذ الأمير لحمايته من الخطر القادم، لكن الملك رفض ذلك بشدة. بعد وفاة الملك والملكة، اختفى الأمير الصغير، تاركاً البلاد في حالة من الفوضى حيث تنازع النبلاء على العرش.في هذه الأثناء، نشأ الأمير المفقود، آرثر، تحت رعاية السير إكتور، دون أن يعرف هويته الحقيقية. وعندما أعلن دوق كورنوال عن مسابقة لاختيار الملك الجديد، كانت المهمة سحب سيف مغروس في صخرة، ومن يستطيع إخراجه يصبح الملك الشرعي. انطلق الفرسان من كل أنحاء البلاد لخوض هذا التحدي، وكانت الأنظار متجهة نحو الحدث الحاسم الذي سيحدد مصير المملكة ومستقبلها.

### حورية البحر الصغيرة
في أعماق البحر، كانت تعيش حورية صغيرة مع شقيقاتها ووالدها ملك البحر. كانت الحورية الصغيرة مبهورة بالعالم البشري الذي لم تره بعد، وتنتظر بفارغ الصبر يوم بلوغها الخامسة عشرة لتصعد إلى السطح وتستكشف هذا العالم الغامض. عندما يحين هذا اليوم أخيرًا، تلتقي بأمير وسيم وتغرم به بعدما أنقذته من الغرق خلال عاصفة بحرية هوجاء. لتحقيق حلمها في العيش مع الأمير، تتوجه إلى ساحرة البحر وتضحي بصوتها الجميل مقابل الحصول على قدمي إنسان.تبدأ الحورية الصغيرة حياة جديدة في القلعة مع الأمير الذي يظل يبحث عن صاحبة الصوت الجميل الذي أنقذته.

### الخنازير الصغيرة الثلاثة
في زمن بعيد، قررت أم عجوز أن الوقت قد حان لثلاثة من أبنائها الخنازير الصغار للانطلاق في رحلتهم لبناء حياتهم الخاصة. ودّعتهم وبدأوا رحلتهم بحماس. بنى الخنزير الأول بيته من القش، والثاني من الخشب، بينما الثالث اختار الطوب لبناء بيته. سرعان ما ظهر ذئب شرير يهدد أمان الخنازير، محاولًا التسلل إلى بيوتهم بوسائل ماكرة.

### الساحر خزر
تدور أحداث القصة في مملكة فارس، حيث يواجه الملك أوقاتًا عصيبة من الجفاف والأعداء وقطاع الطرق. كان الملك يتمنى ظهور الساحر خزر لإنقاذ المملكة. أعلن الملك عن جائزة قدرها ألف تومان لمن يُحضِر الساحر. استجاب رجل فقير للإعلان وطلب الجائزة مقدمًا، مؤكدًا أنه سيحضر الساحر خلال أربعين يومًا. قام الرجل بسداد ديونه وإنفاق المال على عائلته. في اليوم الأربعين، عاد إلى الملك واعترف بعدم قدرته على إحضار الساحر. لكن ماذا سيكون رد فعل الملك المفاجئ إزاء هذا الاعتراف؟

### قصة ثورة قرية فوينتي أوفيخونا
تدور أحداث القصة في قرية فوينتي أوفيخونا الإسبانية في عام 1476، حيث يُعاني أهل القرية من استبداد قائد المنطقة وظلمه. تعيش لورينسيا، الفتاة الشجاعة، مع خطيبها فروندوسا ووالدها العمدة إستيبان، ويواجهون جميعًا قسوة وظلم القائد الذي يسيطر على حياتهم ويهدد سلامتهم. تتصاعد التوترات في القرية، ويشهد أهلها لحظات مفصلية تقودهم إلى اتخاذ قرار جريء ومصيري. تتكشف الأحداث في سياق من الشجاعة والتضامن، حيث يتحدى سكان فوينتي أوفيخونا الظلم ويقاومون من أجل حريتهم وكرامتهم.

### وليمة الدببة
تدور أحداث القصة حول رجل عجوز يعيش في ألاسكا وحيدًا بعد فقدانه عائلته وأصدقائه. قرر الرجل الانتقال إلى الغابة ليعيش بعيدًا عن ذكرياته المؤلمة. أثناء تجوله في الغابة، قرر مواجهة الدببة، لكنه بدلًا من ذلك دعاهم إلى وليمة في منزله.

### البحث عن البحيرة السحرية
تدور القصة حول مغامرة فتاة شجاعة تُدعى آمباتا، تعيش في زمن إمبراطورية الإنكا. عندما يُعاني الأمير من مرض خطير، يُصدر ملك الشمس نداءً للعثور على مياه البحيرة السحرية التي يُقال إنها تشفي الأمراض. تُقرر آمباتا الانطلاق في رحلة محفوفة بالمخاطر لإنقاذ شقيقيها المأسورين والأمير المريض.

### القط البارع
تدور أحداث القصة في زمن بعيد، حيث يورث طحّان ثروته المتواضعة لأبنائه الثلاثة. يحصل الابن الأكبر على الطاحونة، والابن الثاني على الحمار، بينما يشعر الابن الأصغر بالإحباط لأن نصيبه كان مجرد قط. لكن هذا القط ليس كأي قط عادي؛ فهو يتمتع بذكاء وحيلة تمكنه من تغيير مصير الشاب الفقير بشكل لا يتوقعه أحد.

### الجنِّيان الصغيران والإسكافي
في زمن بعيد، كان هناك إسكافي فقير يعيش مع زوجته، ويصنع أحذية ممتازة. على الرغم من جِدّه ونشاطه، إلا أنه بالكاد كان يكسب قوت يومه. في أحد الأيام، لم يتبق لديه سوى قطع جلد لصنع حذاء واحد. قرر الإسكافي أن يستريح ويبدأ العمل في صباح اليوم التالي. لدهشته، وجد الإسكافي في الصباح حذاءً رائعًا جاهزًا على طاولة عمله. تكررت هذه الظاهرة الغامضة، مما أدى إلى تحسن حالته الاقتصادية بشكل كبير. قرر الإسكافي وزوجته استكشاف هذا السر، وعندما اكتشفاه، كان الأمر مفاجأة كبيرة لهما.

### شبكة الويب الدولية
تسرد القصة بأسلوب مبسط وساحر رحلة تطور الإنترنت وشبكة الويب العالمية، عبر مغامرات شخصية "نيتيكوتي" اللطيفة.

### جولديلوكس والدببة الثلاثة
تحكي القصة عن فتاة صغيرة تُدعى جولديلوكس تاهت في الغابة، لتجد نفسها أمام كوخ صغير يملكه ثلاثة دببة: الأب والأم والدب الصغير. بدافع الجوع والتعب، تدخل جولديلوكس الكوخ وتبدأ في استكشافه. تأكل من العصيدة، وتجرب الكراسي، وأخيراً تجد مكاناً للنوم في سرير الدب الصغير. عندما تعود الدببة إلى كوخها، يكتشفون أن هناك من دخل منزلهم.

### بائعة الكبريت الصغيرة
في ليلة شديدة البرودة، تجولت فتاة صغيرة فقيرة في الشوارع، حافية القدمين، تحمل معها بضع حزماً من عيدان الثقاب. لم تتمكن من بيع أي منها، وشعرت بالبرد والجوع يلفانها من كل جانب. لجأت إلى زاوية بين منزلين وأشعلت عيدان الثقاب لتدفئة نفسها. في ضوء عيدان الثقاب، ظهرت لها رؤى ساحرة ومليئة بالأمل، جلبت لها الدفء والراحة في تلك الليلة القاسية.

### ملابس الإمبراطور الجديدة
تروي القصة حكاية إمبراطور شغوف بالملابس الفاخرة في مدينة مفعمة بالحيوية. في أحد الأيام، يصل إلى المدينة نساجان يدعيان امتلاكهما سر القماش السحري. تتوالى الأحداث في حبكة ممتعة لتكشف عن مدى تأثير الوهم على الناس.

### مولان
تحكي القصة عن مولان، الفتاة الجريئة التي تتحدى التقاليد وتتنكر في زي رجل لتلتحق بالجيش بدلاً من والدها المريض. بفضل شجاعتها ومهاراتها الاستثنائية، ترتقي بسرعة في الرتب العسكرية وتحقق انتصارات باهرة. ومع مواجهة التحديات التي تتعرض لها، يبقى السؤال المحير: هل سيكتشف الآخرون حقيقتها؟

### الرهان
تحكي القصة عن جون، الشاب الأمين الذي يعيش مع والده الفقير في كوخ صغير. يجد جون محفظة مليئة بالنقود ويعيدها لصاحبها، الذي يكافئه بوظيفة في ضيعته. ولكن، هل ستظل حياة جون هادئة أم سيواجه تحديات جديدة تهدد استقراره؟

### الشتاء الطويل
في زمن قديم قبل ظهور الإنسان، عاشت الحيوانات في عالم يسوده شتاء دائم دام لثلاث سنوات بدون شمس. الثلوج كانت تغمر كل شيء، والدفء كان مفقودًا، مما جعل حياة الحيوانات لا تطاق. تتحد الحيوانات في مؤتمر تاريخي وتقرر إرسال فريق شجاع للبحث عن الشمس في العالم العلوي. تتوالى الأحداث المثيرة ويكتشف الفريق أن الشمس محتجزة في كيس سحري تحت حراسة الدبة الأم. هل سيتمكنون من استعادة الكيس وجلب الدفء لعالمهم؟

### المرآة السحرية
في مملكة جرنادا الساحرة، يعلن الملك رغبته في الزواج، فتعم الحماسة والفضول جميع أرجاء المملكة لمعرفة من ستكون الملكة القادمة. يكشف الحلاق عن وجود مرآة سحرية تكشف أخطاء الماضي من خلال نقاط سوداء، وهو تحدٍّ لا يجرؤ الكثير على مواجهته. تتردد الفتيات في الوقوف أمام المرآة حتى تظهر راعية غنم شجاعة تقبل التحدي بثقة.

### بوتس وأخَواه
في زمن بعيد، يعيش أب فقير مع أبنائه الثلاثة، بيتر وبول وبوتس، في فقر مدقع. يقرر الأب أن يرسل أبناءه للعمل وكسب الرزق. يعلم الأبناء بإعلان الملك الذي يعرض مكافأة ضخمة لمن يقطع شجرة بلوط تعيق ضوء الشمس عن قصره ويحفر بئرًا للمياه العذبة. ينطلق الأبناء في مغامرة مليئة بالتحديات، يكتشفون خلالها أدوات سحرية تساعدهم في تحقيق المهمة.

### العريس الإمبراطوري
في ليلة زفافها الملكية، تجد الأميرة نفسها في مواجهة حقيقة غير متوقعة عن عريسها. يبدأ العريس برواية قصة غريبة ومثيرة عن فتاة نشأت في زي صبي لتتجنب غضب والدها. مع تصاعد الأحداث، تكتشف الأميرة أن القصة تحمل في طياتها سرًا كبيرًا يتعلق بهوية عريسها الحقيقية.

### كيف تطير الطائرات؟
القصة تدور حول فتاة تُدعى سارلا، تمتلك شغفًا كبيرًا بمراقبة الطيور والطائرات وهي تحلق في السماء. أثناء إحدى حصص العلوم، تلاحظ معلمتها الجديدة هذا الشغف وتشجعها على استكشاف عالم الطيران والطيور من خلال الكتب.

### أصيص الزرع الفارغ
في زمن بعيد، قرر إمبراطور الصين العجوز إقامة مسابقة لاختيار وريث للعرش. كانت المسابقة تتطلب من الفتيان زراعة بذرة إمبراطورية وتحقيق أفضل النتائج خلال ستة أشهر. جون، الفتى الموهوب في الزراعة، استلم بذرة الإمبراطور وزرعها بحذر ورعاية فائقة. وبينما تنمو البذور لدى الفتيان الآخرين، يظل أصيص جون فارغًا، مما يجعله محط سخرية الآخرين. ولكن ما الذي سيحدث عندما يحين وقت تقديم النتائج أمام الإمبراطور؟

### بينوكيو
في إيطاليا القديمة، عاش صانع ساعات عجوز يُدعى جيبيتو، الذي صنع دمية خشبية على شكل ولد وأسماها بينوكيو. بفضل سحر الحورية الزرقاء، أصبحت الدمية قادرة على المشي والكلام. حلم بينوكيو بأن يصبح ولدًا حقيقيًّا، وبدأ رحلته لتحقيق هذا الحلم. تتوالى مغامرات بينوكيو، حيث يواجه تحديات عديدة ويقع في فخاخ الأشرار. يتعلم دروسًا مهمة عن الصدق والشجاعة، ويكتشف أن الطريق إلى تحقيق الأحلام ليس سهلًا.

### مغامرات الدب الصغير بابلو
في أعالي جبال الهمالايا المكسوة بالثلوج، كان الدب الصغير بابلو يعيش حياة مليئة بالنشاط والحيوية. بفضل فرائه الأسود اللامع، كان محبوبًا من الجميع، ولكن أمه كانت تحبه أكثر من أي شيء آخر. رغم محاولاتها المتكررة لضبط سلوكه الشقي، كان بابلو دائم التفكير في مغامرات جديدة.
في إحدى الليالي، بينما كانت الأم تغط في نومٍ عميق، تسلّل بابلو خارج البيت لمراقبة القمر الفضي الذي بدا قريبًا من الأرض. حلم بابلو بأن يصبح أول دب يصعد إلى القمر، وراودته فكرة تسلق شجرة أرز عالية لتحقيق حلمه. لكن هل ستُحقق مغامرته المجنونة هذا الحلم الكبير؟!

### الغزال بامبي وحياته في الغابة
تتحدث القصة عن بامبي، الغزال الصغير الذي وُلِد في غابة مليئة بالعجائب. مع مرور الأيام، يكتشف بامبي جمال الغابة ويلتقي بأصدقاء جدد مثل الأرنب الظريف والظربان المرح. يعيش بامبي لحظات من الفرح والاكتشاف، لكنه يتعلم أيضًا أن الغابة ليست دائمًا مكانًا آمنًا.

### العجوز كوني
في قرية سيجو الصغيرة بمالي، تعيش امرأة عجوز تُدعى كوني مع حفيدتها. بعد أن تخلّى أهل القرية عن مساعدتهما، تبدأ كوني باستخدام قدراتها السحرية، مما يتسبب في جفاف الأرض وانتشار الخوف بين الصيادين.في هذه الأثناء، يصل شقيقان شجاعان، كيراما وكانكيجان، إلى القرية لمواجهة التحديات. يستعين الشقيقان بنصائح الكاهن سامبو ويقابلان كوني التي تخفي سرًا كبيرًا عن هويتها الحقيقية.

### السحاب
القصة تتناول السحب بأنواعها المختلفة وكيفية تشكلها، وتأثيرها البالغ على مناخ الأرض ودورة المياه. ستأخذ الطفل في رحلة مشوقة لفهم كيف يتبخر الماء من البحيرات، والأنهار، والمحيطات ليشكل تلك الكتل الرائعة في السماء. سيتعرف الأطفال على السحب السمحاقية، والطبقية، والركامية، وكيف تتشكل هذه الأنواع في ظروف جوية معينة. إلى جانب ذلك، تتناول القصة ظاهرة الهطول بأنواعها المختلفة مثل المطر، والثلج، والبَرَد، وكيف يلعب البرق والرعد دورًا في هذه العمليات الجوية. سيكتشف الأطفال أيضًا الدور الحيوي للسحب في نقل الماء وتنظيم المناخ، مما يجعلها عنصراً أساسياً في حياتنا اليومية.

### الكرة السحرية
في سفوح جبال الإنديز المهيبة، كانت تعيش ساحرة شريرة تستغل كرة سحرية ملونة للإيقاع بالأطفال في شباكها الفتاكة. في يوم من الأيام، انساقت نتاليا البريئة وراء تلك الكرة السحرية، ليبدأ شقيقها لويس في رحلة مليئة بالمخاطر والمغامرات لإنقاذها.خلال رحلته المحفوفة بالتحديات، يتلقى لويس نصائح ثمينة من حكيم عجوز ويصادف صقرًا حكيمًا يرشده في طريقه. يتعلم لويس أن "النار تهزم برودة الموت"، ويقرر استخدام شعلة النار لمواجهة السحر الشرير للساحرة الشريرة وإنقاذ شقيقته الغالية.

### الحِصان السحري
في بلاد فارس القديمة، كان الاحتفال برأس السنة الجديدة يتم في فصل الربيع وكان يتضمن عروضًا متنوعة أمام الملك. في إحدى هذه المناسبات، قدم مسافر غريب حصانًا خشبيًا سحريًا يمكنه الطيران بسرعة هائلة، مما أثار إعجاب الملك وفضول الأمير داريوس. بعد مغامرة غير متوقعة على ظهر الحصان السحري، يجد الأمير نفسه في مملكة البنغال حيث يلتقي بالأميرة نادية. تنشأ قصة حب بينهما، لكن الأحداث تأخذ منعطفًا جديدًا عندما يتم اختطاف الأميرة ونقلها إلى مكان بعيد.

### أرض الأكاذيب
تبدأ القصة بانتقال كلارا جورمان إلى مدينة جديدة حيث تُبهر زملاءها في الصف السادس بقصصها عن مهن والديها وحياتها المثالية. مع مرور الوقت، تتضخم أكاذيبها إلى أن تكتشف زميلاتها الحقيقة المؤلمة. تزداد الضغوط على كلارا، وتضطر لمواجهة أكاذيبها عندما تُفضح أمام والديها ومعلمتها.
بينما هي غارقة في نومها، تجد كلارا نفسها في أرض غريبة تُدعى "أرض الأكاذيب"، حيث يرافقها رجل حكيم يدعى نومورا فيبس. يسعى نومورا لتعريف كلارا على تأثير أكاذيبها، بدءًا من الأكاذيب البيضاء الصغيرة إلى الأكاذيب الكبيرة التي تُحدث أضرارًا. تتعلم كلارا من خلال هذه الرحلة أن الكذب يجر وراءه عواقب كبيرة وأن الصدق هو السبيل الوحيد لاستعادة الثقة والعلاقات السليمة.

### الكتابة على الجدران
تدور القصة حول فتاة صغيرة تعشق الكتابة وتريد كتابة أفكارها في كل مكان يمكنها الوصول إليه. كانت تريد الكتابة على الجدران، والأبواب، والأثاث، وحتى على السماء. لكن والدتها كانت تمنعها وتطلب منها الكتابة فقط على الورق.

### ستيفان وجيرالد الجبان
في زمن بعيد، بدأت صداقة متينة بين ستيفان، ابن الفارس الفقير، وجيرالد، ابن الرجل الثري. انطلق الصديقان في رحلة ملحمية مليئة بالمغامرات المثيرة والتحديات الصعبة. بينما يخوضان مغامراتهما، يتوجب عليهما مواجهة لصوص خطرين وعملاق رهيب يُرهب البلاد. ستيفان، الشجاع الحقيقي، يتغلب على هذه التحديات، لكن جيرالد ينسب الإنجازات لنفسه، مما يكسبه شهرة غير مستحقة. بينما تنتشر شهرة جيرالد، تراقب الملكة بصبر وذكاء، وتحاول الكشف عن الحقيقة وراء هذه البطولات المزعومة.

## قصص مسموعة
تم تحويل بعض قصص الكتاب إلى بودكاست موجه للأطفال من قبل صانعة المحتوى الفلسطينية، روزان سليمان، في برنامجها "أسمع لأرى".